# Funny Girl
Funny Girl (br: Funny Girl - Uma garota genial — pt: Funny Girl - Uma rapariga endiabrada) é um filme norte-americano de 1968, do gênero drama biográfico musical, dirigido por William Wyler e escrito por Isobel Lennart, adaptado de seu livro para o musical teatral de mesmo nome, Funny Girl. O filme é vagamente baseado na vida e carreira de Fanny Brice, uma estrela do teatro da Broadway e do cinema e seu turbulento relacionamento com o empresário e jogador Nicky Arnstein.
Produzido pelo genro de Brice, Ray Stark (e o primeiro filme de sua empresa Rastar), com música e letras de Jule Styne e Bob Merrill, o filme é estrelado por Barbra Streisand (em sua estreia no cinema reprisando seu papel na Broadway) como Brice e Omar Sharif como Arnstein, com um elenco de apoio que inclui Kay Medford, Anne Francis, Walter Pidgeon, Lee Allen e Mae Questel.
Um grande sucesso crítico e comercial, Funny Girl se tornou o filme de maior bilheteria de 1968 nos Estados Unidos e recebeu oito indicações ao Oscar. Streisand ganhou o Oscar de Melhor Atriz, empatando com Katharine Hepburn (O Leão no Inverno). Em 2006, o American Film Institute classificou o filme como o 16º na lista de "Os Maiores Musicais de Cinema do AFI". Anteriormente, o filme havia sido classificado como 41º em sua lista de "Os 100 Anos do AFI... 100 Paixões" de 2002, com as canções "People" e "Don't Rain on My Parade" em 13º e 46º, respectivamente, em sua lista de "Os 100 Anos do AFI... 100 Canções" de 2004, e a frase "Hello, gorgeous" em 81º em sua lista de "As 100 Citações de Cinema do AFI... 100 Anos" de 2005. Funny Girl é considerado um dos maiores filmes musicais já feitos.
Em 2016, Funny Girl foi considerado "culturalmente, historicamente ou esteticamente significativo" pela Biblioteca do Congresso dos Estados Unidos, e selecionado para preservação no National Film Registry.

## Enredo
Ambientada em torno da Cidade de Nova Iorque pouco antes e depois da Primeira Guerra Mundial, a história começa com a estrela das Ziegfeld Follies, Fanny Brice, aguardando seu marido Nicky Arnstein chegar ao teatro, e então se move para um extenso flashback que se concentra em seu encontro, casamento e ascensão de Fanny ao estrelato.
Fanny é uma adolescente apaixonada pelo palco que consegue seu primeiro emprego no vaudeville. Sua mãe e sua amiga, a Sra. Strakosh, tentam dissuadir Fanny de seguir na área de espetáculos, acreditando que Fanny não é uma beleza de palco. O chefe de Fanny reclama de suas habilidades de dança descoordenadas e aparência, querendo demiti-la. Ela persevera e é colocada em um número de patinação depois de afirmar falsamente que sabe patinar. A performance dá errado, mas o público a acha hilária e aplaude seu canto. Após o show, o elegante Nicky Arnstein aparece nos bastidores para conhecer Fanny. Ela acha Nicky bonito e charmoso, mas recusa o convite dele para jantar.
O sonho de Fanny se realiza quando, seis meses depois, ela é contratada para as Ziegfeld Follies. Em sua estreia, Fanny é escalada como a bela noiva em um número musical romântico. Incomodada com sua aparência, ela adiciona um toque cômico ao aparecer grávida no vestido de noiva. Um zangado Ziegfeld quer demitir Fanny, mas o público adora o ato hilário. Ele diz a ela para representar desse jeito a cada apresentação. Nicky Arnstein aparece e parabeniza Fanny por seu sucesso, depois a acompanha na celebração da família Brice.
Dentro de um ano, Fanny se torna uma estrela da Broadway. Durante uma turnê, ela encontra Nicky em Baltimore. Durante um jantar romântico, eles declaram seus sentimentos românticos mútuos. A reunião é interrompida depois que o cavalo de corrida de Nicky perde uma grande corrida, deixando-o falido. Para ganhar dinheiro, Nicky parte para a Europa para jogar durante a viagem. Fanny deixa a turnê impulsivamente e corre de volta para Nova Iorque para se juntar a ele. Um rebocador a leva até o navio de Nicky, que acabou de partir do porto. Nicky fica encantado ao ver Fanny. Durante a viagem, Nicky ganha uma fortuna jogando poker. Os dois eventualmente se casam, mudam para uma mansão e logo têm uma filha. Fanny mais tarde retorna para as Ziegfeld Follies.
Quando os vários empreendimentos comerciais de Nicky falham, ele recorre ao jogo para recuperar suas perdas. Isso faz com que ele perca a estreia de Fanny, o que agrava ainda mais o casamento deles. A mãe de Fanny conta a ela, sem que Fanny saiba, sobre a grave situação financeira de Nicky e a aconselha a "amá-lo menos e ajudá-lo mais". Nicky recebe uma proposta lucrativa de negócios, mas rapidamente percebe que Fanny está financiando o negócio em segredo e a rejeita. Em vez disso, ele se envolve em um esquema de títulos. Nicky é pego e condenado a dezoito meses de prisão por desvio de fundos.
O filme volta ao tempo presente, enquanto Fanny espera nervosamente o retorno de Nicky da prisão. Nicky chega e, após um reencontro agridoce, os dois concordam em se separar, deixando Fanny desolada.

## Elenco
- Barbra Streisand como Fanny Brice
- Omar Sharif como Nicky Arnstein
- Kay Medford como Rose Brice
- Anne Francis como Georgia James
- Walter Pidgeon como Florenz Ziegfeld
- Lee Allen como Eddie Ryan
- Mae Questel como Mrs. Strakosh
- Gerald Mohr como Branca
- Frank Faylen como Keeney
- Mittie Lawrence como Emma
- Gertrude Flynn como Mrs. O'Malley
- Penny Santon como Mrs. Meeker
- John Harmon como company manager
- Ruth Clifford como maid (não creditado)

## Produção

### Desenvolvimento
Isobel Lennart originalmente escreveu Funny Girl como um roteiro para um filme dramático intitulado My Man para o produtor Ray Stark (cuja sogra era Fanny Brice). Nenhum estúdio ou produtor estava interessado no projeto, exceto Vincent Donhue, que sugeriu transformá-lo em um musical de palco. Lennart adaptou consequentemente seu roteiro para o que eventualmente se tornou uma bem-sucedida produção da Broadway estrelada por Barbra Streisand.
Embora não tivesse feito nenhum filme, Streisand foi a primeira e única escolha de Stark para retratar Brice na tela. "Eu simplesmente senti que ela fazia parte de Fanny demais, e Fanny fazia parte de Barbra demais para que fosse interpretada por outra pessoa", disse ele, mas os executivos da Columbia Pictures queriam que Shirley MacLaine interpretasse o papel em vez disso. MacLaine e Streisand eram boas amigas e compartilhavam a mesma data de nascimento; ambas as atrizes reviraram os olhos diante da ideia. Stark insistiu que, se Streisand não fosse escalada, ele não permitiria que o filme fosse feito, e o estúdio concordou com sua exigência.
Mike Nichols, George Roy Hill e Gene Kelly foram considerados para dirigir o filme antes de Sidney Lumet ser contratado. Após trabalhar na pré-produção por seis meses, ele deixou o projeto devido a "diferenças criativas" e foi substituído por William Wyler, cuja longa e ilustre carreira premiada nunca incluiu um filme musical; originalmente, ele havia sido designado para dirigir The Sound of Music. Wyler inicialmente recusou a oferta de Stark porque estava preocupado que sua significativa perda de audição afetaria sua capacidade de trabalhar em um musical. Depois de pensar a respeito, ele disse a Stark: "Se Beethoven pôde escrever sua Sinfonia n.º 3, então William Wyler pode fazer um musical."
Streisand nunca tinha ouvido falar de Wyler, e quando lhe disseram que ele havia vencido o Oscar de melhor diretor por Ben-Hur, ela comentou: "Carruagens! Como ele é com pessoas, como mulheres? Ele é bom com atrizes?" Na verdade, Wyler havia dirigido Roman Holiday (1953), que ganhou três Oscars, incluindo o prêmio de Melhor Atriz para Audrey Hepburn, que havia sido escolhida por Wyler, apesar de sua relativa obscuridade na época. Quanto a Wyler, ele disse: "Eu não teria feito o filme sem ela". Seu entusiasmo lembrou-o de Bette Davis, e ele sentiu que ela "representava um desafio para mim porque nunca havia feito filmes, e ela não era a típica garota glamourosa".

### Escolha de elenco
Styne queria Frank Sinatra para o papel de Nicky Arnstein, mas o ator estava disposto a aparecer no filme apenas se o papel fosse expandido e novas músicas fossem adicionadas para o personagem. Stark achou Sinatra muito velho e preferiu alguém com mais classe como Cary Grant, mesmo que Grant fosse onze anos mais velho que Sinatra. Marlon Brando, Gregory Peck, Sean Connery, David Janssen e James Garner também foram considerados. O egípcio Omar Sharif foi escolhido para estrelar ao lado da judia Streisand depois que Wyler o viu almoçando no refeitório do estúdio. Quando a Guerra dos Seis Dias entre Israel e Egito estourou, os executivos do estúdio consideraram substituir Sharif, mas tanto Wyler quanto Streisand ameaçaram sair se o fizessem. Mais tarde, a publicação de uma imagem estática de uma cena de amor entre Fanny e Nicky na imprensa egípcia provocou um movimento para revogar a cidadania de Sharif. Quando perguntada sobre a controvérsia, Streisand respondeu: "Você acha que o Cairo ficou chateado? Você deveria ver a carta que recebi da minha tia Rose!" Anne Francis foi escalada para um novo papel como a principal corista nas Ziegfeld Follies.
O coreógrafo Herbert Ross, que encenou os números musicais, havia trabalhado com Streisand em I Can Get It for You Wholesale, sua estreia na Broadway.

### Filmagem
Os ensaios e a pré-gravação das músicas começaram em julho de 1967. Durante a pré-gravação, Streisand exigiu extensas refilmagens até que ficasse satisfeita com elas, e no set ela continuou a mostrar sua natureza perfeccionista, frequentemente discutindo com Wyler sobre figurinos e fotografia.
A fotografia principal começou em agosto de 1967 e foi concluída em dezembro. A primeira cena de Streisand foi ambientada em um depósito de trens abandonado em Nova Jersey, onde ela havia acabado de descer do trem e estava posando para os fotógrafos. Uma dificuldade das filmagens que Barbra não havia previsto era que ela precisava fazer números musicais várias vezes para ângulos de câmera diferentes. Para a tomada de helicóptero de "Don't Rain on My Parade", o fotógrafo aéreo Nelson Tyler teve que desenvolver um suporte de câmera especial para helicóptero. Supostamente, muitas das cenas de Streisand com Anne Francis foram cortadas antes do lançamento do filme, e Francis processou para remover seu nome dos créditos, mas perdeu. Streisand posteriormente afirmou que nunca pediu a Wyler para cortar nada e que o filme final refletiu as escolhas dele, não as dela. Francis disse mais tarde: "Não tenho nenhuma briga com Barbra. Mas fazer aquele filme foi como Gaslight. O que me enfureceu foi a forma como fizeram as coisas - nunca me disseram, nunca falaram comigo, apenas cortaram. Acho que eles tinham medo de que, se fossem legais comigo, Barbra ficaria chateada." Antes do lançamento, a Columbia Pictures produziu três documentários para publicidade - "This Is Streisand", "Barbra in Movieland" e "The Look of Funny Girl".

## Música
1. "Overture"
2. "I'm the Greatest Star" – Fanny
3. "If a Girl Isn't Pretty" – Mrs. Strakosh, Rose e Fanny
4. "Rollerskate Rag" – Fanny e Rollerskate Girls
5. "I'd Rather Be Blue Over You (Than Happy With Somebody Else)" – Fanny
6. "His Love Makes Me Beautiful" – Fanny e Follies Ensemble
7. "People" – Fanny
8. "You Are Woman, I Am Man" – Nicky e Fanny
9. "Don't Rain on My Parade" – Fanny
10. "Entr'acte"
11. "Sadie, Sadie" – Fanny e Nicky
12. "The Swan" – Fanny
13. "Funny Girl" – Fanny
14. "My Man" – Fanny
15. "Exit Music"

Funny Girl originalmente tinha 18 números musicais em 160 minutos de filme, dos quais 60 minutos eram dedicados às músicas. Arnstein costumava ter um solo chamado "Temporary Arrangement". Sete números da produção musical original foram removidos, enquanto "Rollerskate Rag", "The Swan" e "Funny Girl" foram compostos especificamente para Streisand e não tinham relação com Brice.
Embora tenha sido originalmente lançada em seu álbum de 1964 People, a música "People" foi regravada para o filme com um ritmo diferente e letras adicionais. Como "My Man", "Second Hand Rose" e "I'd Rather Be Blue" eram frequentes na carreira de Brice, eles foram interpolados na trilha sonora.
No livro de 1985 Barbra Streisand: The Woman, the Myth, the Music de Shaun Considine, Styne revelou que não estava satisfeito com as orquestrações do filme. "Eles estavam indo para arranjos pop", ele lembrou. "Eles cortaram oito músicas do musical da Broadway e nos pediram para escrever algumas novas. Eles não queriam seguir o caminho do sucesso. Foi o modo antigo de Hollywood, à moda da MGM, de fazer um musical. Eles sempre mudam as coisas de acordo com sua visão e sempre fazem errado. Mas, de todos os meus musicais que foram estragados, Funny Girl saiu melhor."

### Trilha sonora
Intitulada como Funny Girl: Original Soundtrack Recording, foi lançada em agosto de 1968, com a trilha sonora do filme .
Comercialmente, tornou-se um sucesso. Foi certificada como disco de ouro em 23 de dezembro de 1968 e disco de platina em novembro de 1986 nos Estados Unidos pela Recording Industry Association of America (RIAA). Além disso, recebeu disco de ouro no Canadá, por 50 mil cópias vendidas.
O álbum foi lançado no formato CD em 1990.
Esse foi o primeiro, de oito álbuns de Streisand a ser lançado em som quadrifônico. Esse tipo de formato, também conhecido como estéreo 4.0, usa quatro canais de áudio onde os alto-falantes são posicionados em quatro cantos de um ambiente reproduzindo sons inteiramente ou parcialmente independentes em cada caixa de som.
No LP quadrifônico de "Funny Girl" há como diferencial a quantidade de eco e trechos de frases e palavras cortadas na edição original.

#### Lista de faixas
Rodas as letras são composições de Bob Merrill; a música é composta por Jule Styne; exceto onde indicado.
1. "Overture" – [4:00]
2. "I'm the Greatest Star" – [4:06]
3. "If a Girl Isn't Pretty" – [2:26]
4. "Roller Skate Rag" – [2:01]
5. "I'd Rather Be Blue Over You (Than Be Happy With Somebody Else)" – [2:38] – (Billy Rose, Fred Fisher)
6. "His Love Makes Me Beautiful" – [5:39]
7. "People" – [5:01]
8. "You are Woman, I am Man" – [4:23]
9. "Don't Rain on My Parade" – [2:45]
10. "Sadie, Sadie" – [4:19]
11. "The Swan" – [2:51]
12. "Funny Girl" – [2:43]
13. "My Man" – [2:12] – (Albert Willemetz, Jacques-Charles (Jacques Mardochée Charles), Channing Pollock, Maurice Yvain)
14. "Finale" – [2:20]

### Singles
| #  | Título                                       | Ano  |
| -- | -------------------------------------------- | ---- |
| 1. | "Funny Girl" / "I'd Rather Be Blue Over You" | 1968 |
| 2. | "My Man" / "Don't Rain On My Parade"         | 1968 |

## Lançamento
Antes do lançamento, a Columbia Pictures produziu três documentários de publicidade: "This Is Streisand", "Barbra in Movieland" e "The Look of Funny Girl".

## Recepção

### Bilheteria
Funny Girl estreou em 18 de setembro de 1968 no Criterion Theatre, em Nova York, cujo ingresso custava $100. Foi a primeira estreia de Streisand como estrela de cinema, e ela disse que se sentiu como uma "criança com um brinquedo". A estreia em Hollywood foi realizada em 9 de outubro de 1968 no Egyptian Theatre. Tendo arrecadado $24,9 milhões, Funny Girl foi o filme de maior bilheteria de 1968 nos Estados Unidos.

### Recepção crítica
O filme mantém uma classificação de aprovação de 94% no site de agregação de críticas Rotten Tomatoes, com base em 47 resenhas, e uma classificação média de 7,6/10. O consenso crítico do site afirma: "[Barbra] Streisand eleva este musical melodramático de outra forma clichê com sua atuação extremamente memorável como Fanny Brice." No Metacritic, tem uma classificação de 89 em 100, com base em 7 críticos, indicando "aclamação universal". Streisand foi amplamente elogiada pelos críticos, com Pauline Kael da The New Yorker chamando-a de "uma atuação bravura ... Como Fanny Brice, ela tem as inflexões cômicas mais inteligentes desde as comediennes dos anos 30; ela faz o diálogo escrito soar como uma improvisação inspirada. ... O talento triunfante de Streisand supera as fraquezas do filme." Mas ela achou que "o filme em si é talvez o exemplo definitivo do musical grandioso exagerado. É superproduzido, superfilmado e longo demais. A segunda metade arrasta-se muito. Os personagens secundários são geralmente de madeira... Isso faz com que o filme seja meio esquizofrênico. É impossível elogiar demais Miss Streisand; é difícil encontrar muita coisa para elogiar sobre o resto do filme." Richard L. Coe do The Washington Post concordou que o filme foi "exagerado", escrevendo que Streisand era "sua primeira classificação nas cenas musicais" e "provavelmente é capaz de mais variedade do que isso", mas "é apresentada e limitada tão cuidadosamente que ela e o filme se tornam um longo tédio". Renata Adler do The New York Times escreveu que "o talento de Streisand é muito comovente e forte", mas que o filme tinha "algo um pouco condescendente", com Wyler a tratando "com carinho, de maneira improvável e até mesmo paternalista", e concluiu que "Miss Streisand não precisa de nada disso."
A Variety disse que Streisand causa "um impacto marcante" e continuou: "A saga da tragi-comediante Fanny Brice de maneirismos e maneiras desajeitadas, encantada pelo hábil trapaceiro Nicky Arnstein, é talvez de um padrão familiar, mas é mérito de todos os envolvidos que ela seja tão convincente."
Jan Dawson do The Monthly Film Bulletin escreveu: "A história da atriz cuja ascensão dramática de trapos a riquezas é acompanhada pela descoberta de que o sofrimento está do outro lado do sucesso tem fornecido a base de muitos musicais americanos. Mas William Wyler consegue transcender os clichês do gênero e criar - em grande parte por meio da caracterização de Fanny Brice por Barbra Streisand - uma comédia dramática em que os números musicais ilustram o aspecto público da vida da estrela sem interromper a narrativa."
David Parkinson da Empire deu ao filme quatro de cinco estrelas em uma análise retrospectiva e o chamou de "um daqueles filmes em que não importa o que for escrito aqui - você já terá formado sua opinião sobre Babs de uma forma ou de outra, mas para os raros não iniciados, esta é uma boa introdução às suas habilidades." Foi Funny Girl que fez de Streisand uma estrela de cinema, embora também tenha lhe dado a reputação de ser perfeccionista e 'difícil'. De acordo com a historiadora de cinema Jeanine Basinger, este filme ajudou Streisand a ser vista como uma "garota engraçada" à sua maneira e não como outra atriz que interpretou Fanny Brice.

## Prêmios
Funny Girl recebeu oito indicações ao Oscar, acabando por garantir a Streisand um Oscar de Melhor Atriz por sua estreia no cinema. Num feito único nos Academy Awards, a vitória de Streisand foi um empate com Katharine Hepburn, que também venceu o Oscar de Melhor Atriz por A Lion in Winter. Juntamente com o outro indicado da Columbia e vencedor do Melhor Filme, Oliver!, o estúdio garantiu um total combinado de dezenove indicações ao Oscar, o maior número de indicações para musicais de um estúdio em um ano.[carece de fontes?] Streisand venceu o prêmio de Melhor Atriz no Golden Globe Awards, enquanto Funny Girl recebeu mais três indicações.
| Award                             | Category                                                 | Nominee(s)                                      | Result   |
| --------------------------------- | -------------------------------------------------------- | ----------------------------------------------- | -------- |
| Academy Awards                    | Best Picture                                             | Ray Stark                                       | Indicado |
| Academy Awards                    | Best Actress                                             | Barbra Streisand                                | Venceu   |
| Academy Awards                    | Best Supporting Actress                                  | Kay Medford                                     | Indicado |
| Academy Awards                    | Best Cinematography                                      | Harry Stradling                                 | Indicado |
| Academy Awards                    | Best Film Editing                                        | Robert Swink, Maury Winetrobe and William Sands | Indicado |
| Academy Awards                    | Best Score of a Musical Picture – Original or Adaptation | Walter Scharf                                   | Indicado |
| Academy Awards                    | Best Song – Original for the Picture                     | "Funny Girl" – Jule Styne and Bob Merrill       | Indicado |
| Academy Awards                    | Best Sound                                               | Columbia Studio Sound Department                | Indicado |
| American Cinema Editors Awards    | Best Edited Feature Film                                 | Robert Swink, Maury Winetrobe and William Sands | Indicado |
| British Academy Film Awards       | Best Actress in a Leading Role                           | Barbra Streisand                                | Indicado |
| British Academy Film Awards       | Best Cinematography                                      | Harry Stradling                                 | Indicado |
| British Academy Film Awards       | Best Costume Design                                      | Irene Sharaff                                   | Indicado |
| David di Donatello Awards         | Best Foreign Actress                                     | Barbra Streisand                                | Venceu   |
| Directors Guild of America Awards | Outstanding Directorial Achievement in Motion Pictures   | William Wyler                                   | Indicado |
| Golden Globe Awards               | Best Motion Picture – Musical or Comedy                  | Best Motion Picture – Musical or Comedy         | Indicado |
| Golden Globe Awards               | Best Actress in a Motion Picture – Musical or Comedy     | Barbra Streisand                                | Venceu   |
| Golden Globe Awards               | Best Director – Motion Picture                           | William Wyler                                   | Indicado |
| Golden Globe Awards               | Best Original Song – Motion Picture                      | "Funny Girl" – Jule Styne and Bob Merrill       | Indicado |
| Laurel Awards                     | Top Road Show                                            | Top Road Show                                   | Venceu   |
| Laurel Awards                     | Top Female Comedy Performance                            | Barbra Streisand                                | Venceu   |
| Laurel Awards                     | Top Female Supporting Performance                        | Kay Medford                                     | Indicado |
| National Film Preservation Board  | National Film Registry                                   | National Film Registry                          | Inducted |
| Society of Camera Operators       | Historical Shot                                          | Nelson Tyler                                    | Venceu   |
| Writers Guild of America Awards   | Best Written American Musical                            | Isobel Lennart                                  | Venceu   |

## Mídia física
Uma nova transferência restaurada do filme foi lançada em DVD da região 1 em 23 de outubro de 2001. Uma edição em Blu-ray foi lançada em 30 de abril de 2013, com o mesmo material bônus do DVD. O Blu-ray foi lançado simultaneamente ao filme recente de Streisand na época, The Guilt Trip.

## Legado

### Representação judaica
No livro "Talking Back: Images of Jewish Women in American Popular Culture" (Respondendo: Imagens de Mulheres Judeus na Cultura Popular Americana), Joyce Antler escreve que Streisand criou várias imagens ricas de uma mulher judia no cinema, sendo "Funny Girl" uma delas. Em "Funny Girl", Antler escreve, 
Streisand é capaz de retratar um personagem que é claramente judeu, e neste papel ela cria um espaço para que a mulher judia inteligente seja representada. Nesse papel, a mulher judia foi apresentada como inteligente, cômica, bonita e talentosa.
 Na época em que o filme foi feito, as mulheres judias tinham o estereótipo de serem dependentes dos homens, mas Streisand tendia a desafiar esse estereótipo.

### "Hello, gorgeous"
"Hello, gorgeous" são as primeiras palavras pronunciadas por Streisand no filme. Na cerimônia do Oscar, ao vencer o Academy Award for Best Actress (Oscar de Melhor Atriz), a primeira declaração de Streisand ao receber o prêmio foi olhar para o Oscar e dizer "Hello, gorgeous" (Olá, maravilhoso).
Desde o lançamento, "Hello, gorgeous" foi referenciado em vários filmes. A frase apareceu como o nome do salão onde o personagem de Michelle Pfeiffer trabalhava em Married to the Mob. A frase também foi pronunciada pelo personagem Max Bialystock no filme de 1967 The Producers e sua adaptação da Broadway, mas a entonação usada por Zero Mostel é diferente da usada por Streisand. A frase também é regularmente usada na cultura popular.[carece de fontes?]
Sean Harris pode ser conhecido por interpretar personagens mais sombrios em séries como Southcliffe ou The Borgias, mas ele diz que foi inspirado a se tornar um ator quando viu Barbra Streisand em Funny Girl.
Em 2005, a frase foi escolhida como a 81ª na lista do Instituto Americano de Cinema (American Film Institute), AFI's 100 Years...100 Movie Quotes (100 Anos... 100 Citações de Filmes).

## Sequência
Em 1975, Streisand reprisou seu papel de Brice ao lado de James Caan como terceiro marido de Brice, o empresário Billy Rose, em uma sequência intitulada Funny Lady. A produção começou em abril de 1974, e o filme estreou em março de 1975 com críticas mistas.